# البینو زرتوچ
البینو زرتوچ (به اسپانیایی: Albino Zertuche) یک منطقهٔ مسکونی در مکزیک است که در پوئبلا واقع شده‌است.